# Protaetia famelica
Protaetia famelica är en skalbaggsart som beskrevs av Oliver Erichson Janson 1879. Protaetia famelica ingår i släktet Protaetia och familjen Cetoniidae. Utöver nominatformen finns också underarten P. f. scheini.